# Grauparova mapa
Mapa vysokohraběcího harrachovského alodiálního panství Jilemnice a majorátu Branná, jakož i statku Žďár (německy „Mappa Der Hoch Reichs Gräflich. Harrachischen Allodial Herrschaft Starkenbach und Majorat Branna: dann Auch Zdiar.“) je mapa z roku 1765 vytvořena na objednávku majitele jilemnického a branského panství hraběte Arnošta Quido Harracha. Vytvořil ji správce Jan Antonín Graupar.

## Jan Antonín Graupar
Jan Antonín Graupar se narodil pravděpodobně v roce 1723, avšak není jisté kde. Měl syna a vzdálenou rodinu v Mělníku, kde roku 1776 zdědil vinici. Místo bydliště Graupar pravděpodobně měnil v závislosti na právě vykonávané funkci. V letech 1775– 1776 žil prokazatelně v Jilemnici, a to nejspíše v panském domě u zámku, kde úředníci bydleli i pracovali. Výběrčím kontribuce se stal v roce 1767, na důchodního povýšil v roce 1774.
Během selského povstání v roce 1775 byl Graupar jako kontribuční úředník (výběrčí daní) jilemnického panství napaden 23. března 1775 sedláky, kteří jej po nezdařeném pokusu o útěk začali lynčovat. Díky včasnému zásahu jakéhosi sedláka z Martinic, který mu dovolil uniknout, utekl Graupar do hor, kde se skryl ve skalách. Toto místo později označil na své mapě. Sedláci mu vytloukli byt a rozebrali majetek.  Svůj úkryt opustil 25. března, kdy se ubytoval u vrchního Erbena a do Jilemnice se vrátil až 29. března.
Mezitím ale ještě působil jako správce (Verwalter), jak se podepsal v roce 1765 do levého dolního rohu své mapy. V době, kdy působil jako rokytnický či branský správce, bydlel v úřednickém domě v Rokytnici, resp. v Branné na zámku. Místo a věk Grauparova úmrtí nejsou známy; poslední stopy, které zanechal v prozkoumaných pramenech, se vážou k letům 1789 (zápisy do gruntovní knihy) a 1790, kdy se o něm zmiňuje Harrachův list. V posledních několika letech se na základě hraběcí plné moci z roku 1785 (kvůli vyměřování Josefského katastru) hrdě tituloval „vrchnostenský zástupce“ (Stellvertreter). V této funkci (ve věku cca 66 let) Harrachům dosloužil patrně krátce po roce 1790.
Graupar je popisován (ve zprávách vrchního inspektora Josefa Erbena) jako zaneprázdněný, avšak obětavý a schopný úředník. Díky funkci výběrčího daní cestoval po jilemnickém, rokytnickém a branském panství, díky čemuž získal své skvělé znalosti místního terénu. Účastnil se porad vedení velkostatku, jednal s krajskými úředníky v Jičíně, Novém Bydžově či Hradci Králové a jeho podpis nalezneme na kupních smlouvách v gruntovních knihách. Jménem panství vyřizoval různé záležitosti na krajském úřadě. Během 70. let 18. století je popisován jako "zavalen prací"

## Vznik mapy
Datum vzniku mapy není přesně určeno, avšak Graupar v pravé dolní části mapy uvádí, že "Arnošt (Quido) Harrach dal příkaz k vytvoření mapy (opus hoc) již jako ženatý a obdařený starším synem Janem.". To znamená, že 29. květen 1757 (tj. narození mladšího syna, Arnošta Josefa Harracha) je nejpozdější datum, kdy mohl Graupar začít cíleně vytvářet mapu. Podle Erbenových zpráv je však patrné, že se přípravami pro vznik mapy zabýval již dříve, nejdříve však v roce 1755. Theodor Lokvenc ve své publikaci Alpinská oblast Krkonoš v roce 1765 (Hodnocení Grauparovy mapy) uvádí, že "Graupar byl svědkem Mannova mapování Krkonoš". Nejsou pro to však žádné důkazy. Lokvenc ve stejné publikaci také uvádí, že autorem mapy je Mannův žák Jan Alois Kolbe a Graupar je pouze autorem legendy. To bylo vyvráceno dopisem vrchního Erbena z roku 1775.
Hrabě Harrach využil Graupara nejspíše proto, že měl zkušenosti s vyměřováním gruntů a vrchnostenských polí.

## Po vytvoření
Po vytvoření visela mapa 10 let v Grauparově kanceláři (tedy pravděpodobně v panském domě v Jilemnici či na zámku v Horní Branné). Díky včasnému varování vrchního Erbena je mapa zachráněna před rozbouřenými sedláky, kteří by ji jinak pravděpodobně spálili.
Po povstaleckých bouřích se o mapu začíná zajímat hrabě Harrach, který dá pokyn k jejímu dopravení do Vídně. Graupar se však zdráhal mapu vydat a ani na druhý pokus ji neodeslal. Poté se však nechal přemluvit a po příjezdu mapy do Vídně byla nejspíše zavěšena v harrachovském paláci na Freyungu, odkud byla však po několika měsících odeslána zpět do Jilemnice. V roce 1924 ji zaměstnanec Státního zemědělského archivu, archivní koncipient Jeřábek „objevil“ v prvním poschodí zámku spolu se dvěma mapami zhotovenými Grauparovým úřednickým kolegou Löwem. Později byla přemístěna na podestu schodiště, kde vzhledem ke své velikosti vynikla asi nejvíce a kde mohla podle dr. Luštince z Krkonošského muzea v Jilemnici, s ohledem na vnitřní úpravy objektu, viset až od roku 1895. Někdy kolem roku 1960 byla odvezena do státního archivu v Zámrsku, kde prošla konzervačním zásahem a kde je uložena i dnes ve fondu Ústřední správa Harrachů pod č. 2.

## Popis mapy
Jedná se o rukopisnou kolorovanou perspektivní mapu. Název je umístěn v horní části, přičemž slovo „mapa“ je psáno majuskulní latinkou, zatímco zbytek názvu je vyhotoven frakturou se zdobenými iniciálami. Horní řádek je rozdělen na dvě poloviny kartuší, obsahující alianční harrachovsko-dietrichsteinský znak, který symbolizuje sňatek zadavatelů mapy Arnošta Quido Harracha a Marie Josefy Dietrichsteinové. Mapa má rozměry 199,5×355 cm a měřítko 1:12 000. U horní a dolní strany je mapa opatřena lištami.
Nejvýraznějším výtvarným prvkem, ostatně běžným na soudobých mapách, je vyobrazení hospodářských činností a jiných charakteristických výjevů na daném území. Tato tzv. parerga jsou pravděpodobně dílem nikoli Grauparovým, nýbrž školeného malíře.
Mapa je důležitým svědectvím o oblasti Krkonoš (a zejména města Jilemnice) v 18. století. Graupar právě Jilemnici zobrazil s velikou pečlivostí (v mapě je zakresleno 140 domů a dle soupisu obyvatel z roku 1754 měla Jilemnice 168 domů).